# Roccellinastrum
Roccellinastrum is een geslacht van korstmossen behorend tot de familie Byssolomataceae. De typesoort is Roccellinastrum spongoideum.

## Soorten
Volgens Index Fungorum bevat het geslacht vijf soorten (peildatum december 2023):
| Soortnaam                      | Auteur(s)       | Publicatiejaar |
| ------------------------------ | --------------- | -------------- |
| Roccellinastrum flavescens     | Kantvilas       | 1990           |
| Roccellinastrum lagarostrobi   | Kantvilas       | 1990           |
| Roccellinastrum leprocauloides | Kalb & Aptroot  | 2018           |
| Roccellinastrum neglectum      | Henssen & Vobis | 1982           |
| Roccellinastrum spongoideum    | Follmann        | 1968           |